# Mondo Cane (álbum)
Mondo Cane es un álbum de Mike Patton, lanzado el 4 de mayo de 2010, a través de Ipecac Recordings. El disco se compone de canciones pop italianas de la década de 1950 y 1960, interpretadas por Mike Patton junto a una orquesta de alrededor de 65 personas. El álbum también contiene la versión "Deep Down", original de Ennio Morricone, y la canción "Scalinatella", que es de idioma napolitano.
Originalmente iba a ser lanzado el 2008, luego se cambió para comienzos de 2009, y finalmente fue lanzado en mayo de 2010. El álbum en general obtuvo buenas críticas, debutando en el #2 del Billboard Classical Albums, y #7 en el Billboard Heatseekers.

## Lista de canciones
| N.º | Título                        | Escritor(es)                                                                  | Duración |  |
| 1.  | «Il cielo in una stanza»      | Gino Paoli, Mina Mazzini                                                      | 3:55     |  |
| 2.  | «Che notte!»                  | Fred Buscaglione, Leo Chiosso                                                 | 3:18     |  |
| 3.  | «Ore d'amore»                 | Bert Kaempfert, Carl Sigman, Franco Migliacci, Fred Bongusto, Herbert Rehbein | 2:52     |  |
| 4.  | «Deep Down»                   | Ennio Morricone                                                               | 3:21     |  |
| 5.  | «Quello che conta»            | Ennio Morricone, Luciano Salce                                                | 4:03     |  |
| 6.  | «Urlo Negro»                  | The Blackmen                                                                  | 2:49     |  |
| 7.  | «Scalinatella»                | Enzo Bonagura, Giuseppe Cioffi, Roberto Murolo                                | 3:15     |  |
| 8.  | «L'uomo che non sapeva amare» | Elmer Bernstein, Mogol, Nico Fidenco, Vito Pallavicini                        | 3:17     |  |
| 9.  | «20 km al giorno»             | Mogol, Nicola Arigliano, Pino Massara                                         | 2:55     |  |
| 10. | «Ti offro da bere»            | Gianni Meccia, Gianni Morandi                                                 | 2:27     |  |
| 11. | «Senza fine»                  | Enzo Gragnaniello, Gino Paoli, Ornella Vanoni                                 | 4:37     |  |